# Cornelia Blattner
Cornelia Blattner (* 14. Juli 1964 in Mühlhausen/Thüringen) ist eine deutsche Diplomökonomin und Politikerin (CDU). Sie war von Dezember 2017 bis September 2019 Mitglied des Sächsischen Landtags (MdL).

## Leben
Blattner absolvierte nach dem Abschluss der 10. Klasse an der Oberschule 1981 eine Berufsausbildung mit Abitur. Von 1984 bis 1989 studierte sie Wirtschaftswissenschaften an der Universität Leipzig und nahm danach eine Tätigkeit als Diplomökonomin mit Schwerpunkt Steuerrecht auf. Seit 2004 leitet sie eine eigene Kanzlei mit Sitz in Leipzig.
Cornelia Blattner ist römisch-katholisch, verheiratet und hat drei Kinder.

## Politik
Blattner trat 1992 in die CDU ein und ist seit 1998 ununterbrochen Mitglied im Kreisvorstand der CDU Leipzig. Von 1998 bis 2014 stand sie an der Spitze der Frauen-Union Leipzig, bevor sie dieses Amt in jüngere Hände gab und seitdem als Stellvertreterin weiter aktiv ist.
Am 27. Dezember 2017 wurde Blattner Mitglied der 6. Wahlperiode des Sächsischen Landtags, da sie nach der Berufung von Prof. Dr. Günther Schneider zum Staatssekretär im Sächsischen Staatsministerium des Inneren als Nächstplatzierte auf der Landesliste der Sächsischen Union von der Landtagswahl 2014 nachrückte. Im Sächsischen Landtag ist sie als Mitglied im Ausschuss für Soziales und Verbraucherschutz, Gleichstellung und Integration sowie im Petitionsausschuss tätig. Außerdem gehört sie der Enquete-Kommission „Sicherstellung der Versorgung und Weiterentwicklung der Qualität in der Pflege älterer Menschen im Freistaat Sachsen“ an.
Sie wollte zur Landtagswahl in Sachsen 2019 erneut kandidieren, unterlag jedoch in sämtlichen Abstimmungen und wurde von ihrer Partei gar nicht erst aufgestellt.

## Ehrenamt
Cornelia Blattner ist langjähriges Vorstandsmitglied im Caritasverband Leipzig e.V. sowie Mitglied im Bund Katholischer Unternehmer e.V. Darüber hinaus engagierte sie sich im Trägerverein des 100. Deutschen Katholikentages in Leipzig 2016.